# T. R. Knight
Theodore Raymond Knight (* 26. března 1973), známý spíše jako T. R. Knight, je americký herec. Mezi jeho nejznámější role patří postava doktora George O'Malleyho v televizním seriálu Chirurgové (Grey's Anatomy).
Herectví se věnuje již od pěti let, kdy začal účinkovat v divadle Guthrie. Mimo to vystupoval například na Brodwayi. Kromě toho hraje především v televizních seriálech, kromě již zmíněných Chirurgů se objevil například v seriálu Kriminálka Las Vegas.

## Filmografie
| - Charlie Lawrence (2003): Ryan Lemming - Frasier (2003): Alex, díl: „Maris se vrací“ - Zákon a pořádek: Zločinné úmysly (2004): Neil Colby - Kriminálka Las Vegas (2004): Zero Adams - Chirurgové (2005–2009, 2020): Dr. George O'Malley - Sezame, otevři se (2006) : Private „I“ - Zákon a pořádek: Útvar pro zvláštní oběti (2011): Gabriel Thomas/Brian Smith, díl: „Double Strands“ - Dobrá manželka (2012–2013): Jordan Karahalios - 11.22.63 (2016): Johnny Clayton - The Catch (2017): Tommy Vaughan - When We Rise (2017): Chad Griffin - Génius: Einstein (2017): J. Edgar Hoover - Génius: Picasso (2018) Max Jacob - God Friended Me (2019): Gideon - Will a Grace (2020): Dexter Murphy - The Comey Rule (2020): Reince Priebus - Letuška (2020): Davey Bowden | Divadlo Broadway Tartuffe (2003) : Damis Noises off (Silence en coulisses) (2001) : Tim Allgood Mimo Broadway Boy (2004) Scattergood (2003) : Brendan Hilliard This Lime Tree Bower : Joe Macbeth (1999) : Donalbain/Messenger The Hologram Theory (2001) : "Tweety" Right Way to Sue : Franklin/ Divers Divadlo Guthrie Amadeus : Wolfgang Amadeus Mozart Ah, Wilderness! : Richard Miller A Christmas Carol : Tiny Tim Sen noci svatojánské : Francis Flute Philadelphia, Here I Come! : Joe Racing Demon : Ewan Gilmour |